# Памятник Михаилу Калашникову
Памятник Михаилу Калашникову — монумент работы скульптора Салавата Щербакова, посвящённый создателю автомата Калашникова Михаилу Калашникову. Находится в Оружейном сквере на пересечении Оружейного переулка и Долгоруковской улицы в Москве.

## Контекст
Советский и российский конструктор стрелкового оружия, дважды Герой Социалистического Труда, Герой Российской Федерации, генерал-лейтенант Михаил Калашников, прежде всего известный своим автоматом Калашникова, скончался 23 декабря 2013 года в Ижевске на 95-м году жизни. Как указывается на сайте концерна «Калашников», «автомат Калашникова, производящийся Ижевским машиностроительным заводом Госкорпорации Ростехнологии, участвовал во всех вооруженных конфликтах второй половины прошлого столетия. В начале XXI века автомат Калашникова по-прежнему остается самым востребованным стрелковым оружием в мире. В 55 государствах насчитывается более 100 миллионов единиц АК. В Египте ему установлен памятник, в Афганистане силуэт оружия вышивают на коврах, а в некоторых африканских странах новорожденных мальчиков называют Калаш». При этом сам конструктор незадолго до своей кончины так рассуждал о своём изобретении в покаянном письме патриарху Кириллу:
Моя душевная боль нестерпима, один и тот же неразрешимый вопрос: коль мой автомат лишал людей жизни, стало быть и я, Михайло Калашников, девяносто три года от роду, сын крестьянки, христианин и православный по вере своей, повинен в смерти людей?

## Создание и открытие

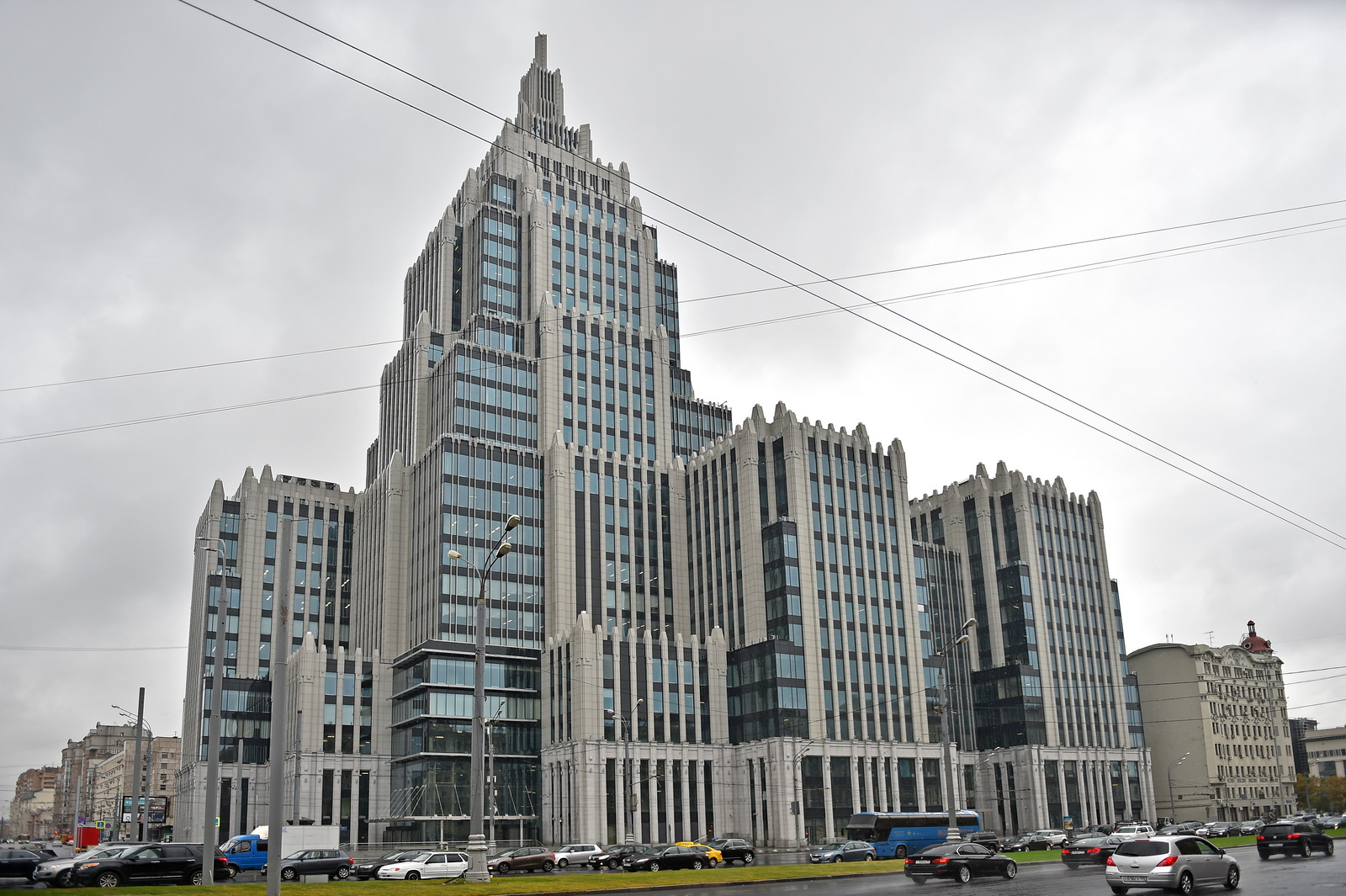
Комплекс «Оружейный», сентябрь 2016 года

В декабре 2014 года руководство госкорпорации «Ростех» совместно с Российским военно-историческим обществом приняло решение о возведении в Москве памятника Калашникову. Изначально его планировалось расположить на пересечении Садовой-Каретной и Краснопролетарской улиц в Москве, но затем место установки было приближено к скверу рядом с Долгоруковской улицей, которому РВИО предложило дать имя Калашникова. Рядом, на перекрёстке по адресу Оружейный переулок, 41, находится довольно своеобразное высотное здание многофункционального комплекса «Оружейный» проекта архитектора Михаила Плеханова из управления «Моспроект-2», подражающее «сталинским высоткам» и оттого похожее на зиккурат Иштар или башню Кольца. Территория расположения — Тверской район.

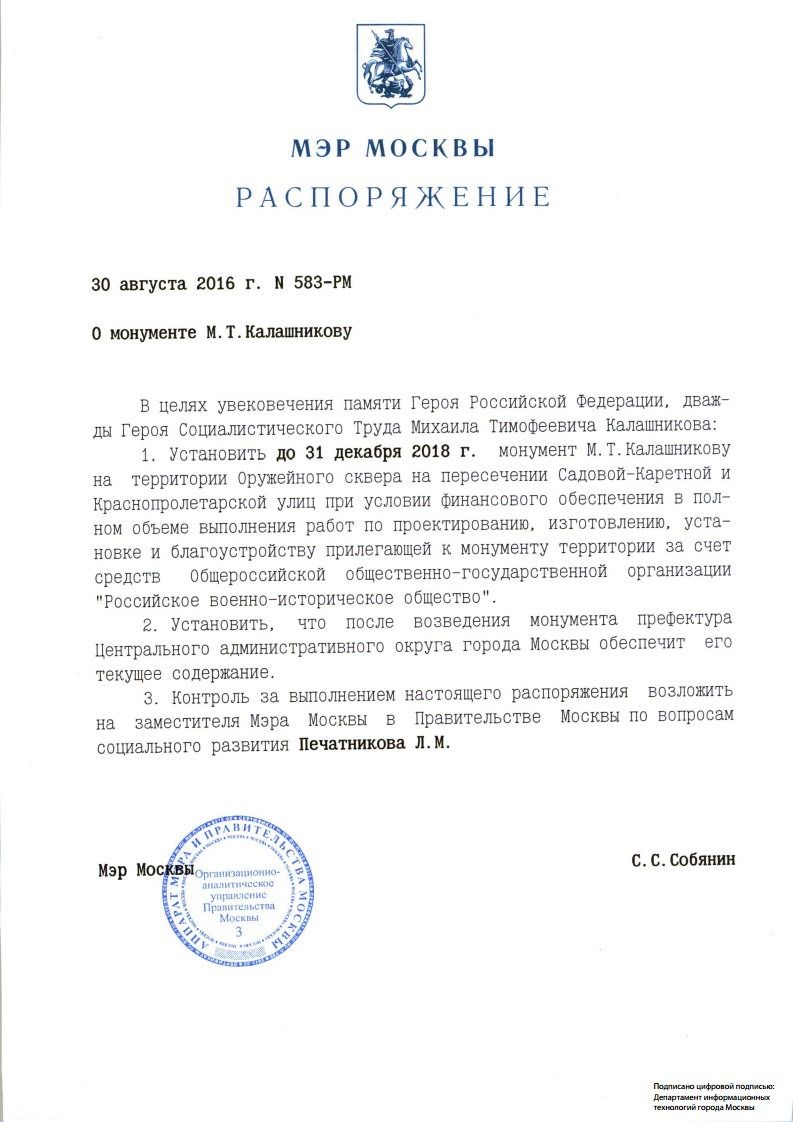
Распоряжение мэра Москвы «О монументе М. Т. Калашникову»

25 мая 2016 года Комиссия по монументальному искусству при Московской городской думе одобрила установку памятника в Оружейном сквере, притом, что её председатель Игорь Воскресенский впоследствии отмечал, что сам проект монумента члены комиссии не рассматривали. 30 августа мэр Москвы Сергей Собянин подписал соответствующее распоряжение, после чего по инициативе и за счет РВИО был объявлен закрытый конкурс на создание монумента. Победителем стал проект архитектурно-художественного решения памятника работы народного художника РФ скульптора Салавата Щербакова, который был единственным участником конкурса. В сентябре 2016 года РВИО объявило сбор средств на создание памятника на сайте «дар.история.рф», причём среди всех жертвователей от 200 рублей был разыгран автомат Калашникова новой модификации «ММГ-AK103», переделанный в небоевое состояние. Общие затраты на создание и установку памятника составили 35 миллионов рублей, однако частные пожертвования покрыли лишь 26 тысяч рублей от этой суммы. Журналисты предположили, что недостающие средства были выделены из федерального бюджета согласно указу президента России о создании РВИО от 2012 года, однако авторы памятника утверждали, что на него не было потрачено «ни копейки из бюджета», хотя о никаких иных источниках финансирования ничего не сообщалось.

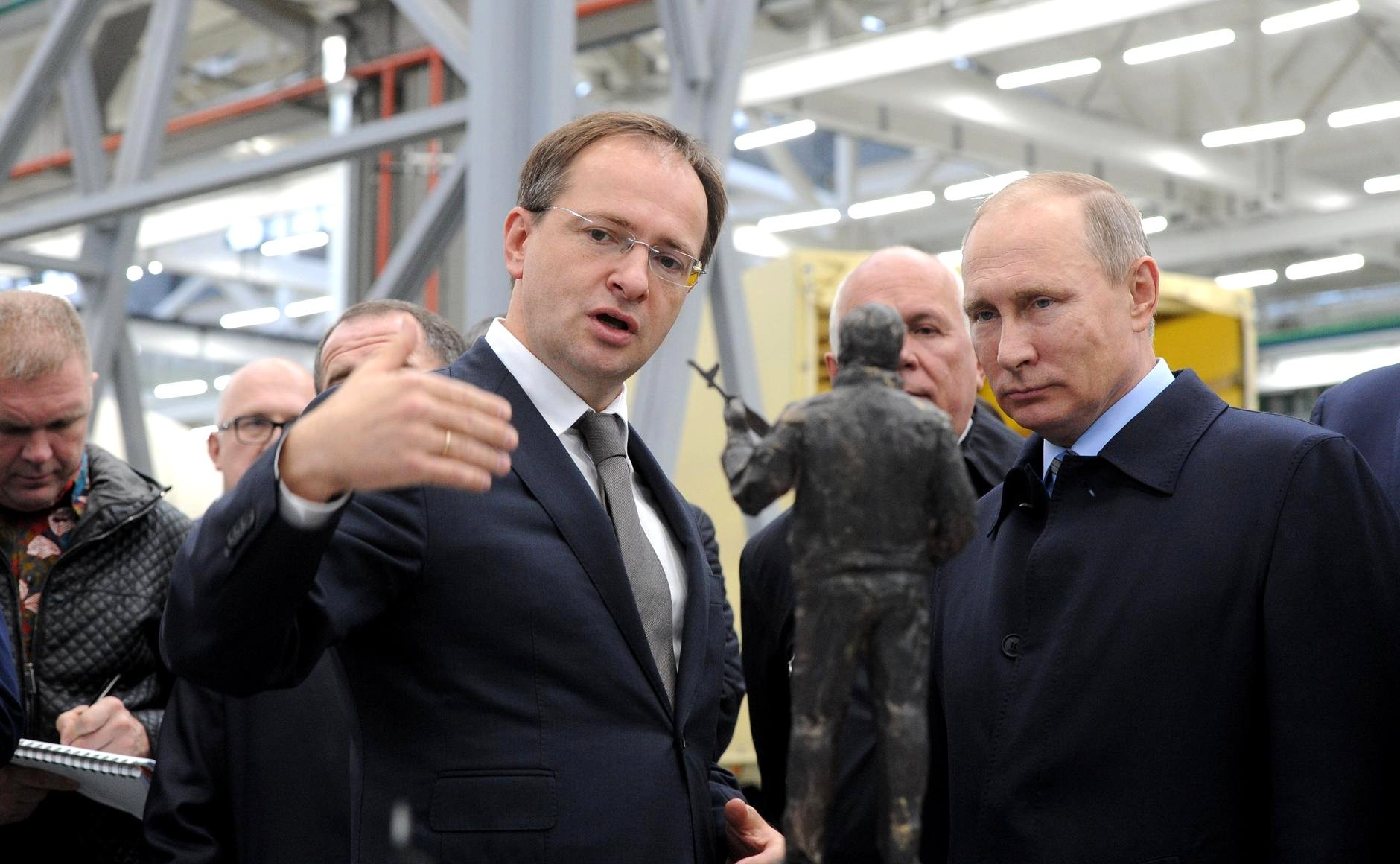
Мединский и Путин у макета памятника Калашникову в Ижевске, 20 сентября 2016 года

20 сентября 2016 года при посещении концерна «Калашников» в Ижевске министр культуры России и председатель РВИО Владимир Мединский представил макет памятника президенту России Владимиру Путину, получив одобрение на увековечение памяти Калашникова. При этом Мединский отмечал, что «Калашников — это давно явление мировой культуры». 4 октября экспертная группа, состоящая собственно из самого Щербакова, руководителя отдела монументов, памятных знаков и мемориальных досок департамента культурного наследия города Москвы Сергея Половинкина, заслуженного работника культуры РФ Александра Тантлевского, заслуженного архитектора РФ Алексея Тихонова, архитектора Василия Перфильева, определила высоту памятника путём рассмотрения силуэтных макетов натуральной величины в контексте городской среды. Пресс-тур в мастерскую Щербакова состоялся 10 ноября 2016 года, в ходе которого был представлен уменьшенный макет памятника, а затем и 20 января 2017 года, когда была продемонстрирована полноразмерная модель из глины. Как рассказывал Щербаков, сильные морозы и снегопады 2016—2017 годов осложнили подготовку фундамента и перенесение коммуникаций, ввиду чего отливка памятника из бронзы несколько задержалась, хотя элементы монумента из гранита уже были изготовлены. Также он сообщил о изменении концепции фоновой части монумента, а именно об использовании вместо Георгия Победоносца образа Архангела Михаила, «небесного покровителя» Калашникова.
Первоначально открытие памятника планировалось на 10 ноября 2016 года, в день рождения Калашникова, но впоследствии дата была перенесена на 21 января 2017 года, в день подписания в 1948 году министром вооружений СССР Дмитрием Устиновым указа об изготовлении опытной партии автомата Калашникова, а затем и на 8 мая, ко дню Победы. Сооружение монумента прошло в августе-сентябре 2017 года. Для установки памятника прямо в центре Садового кольца, в этом более людном месте и недавно расширенном зелёном пространстве, были урезаны велосипедные дорожки и пешеходная зона. 16 сентября состоялась установка самой статуи Калашникова на постамент.
Открытие было намечено на 19 сентября 2017 года, в день оружейника, при участии мэра Москвы Сергея Собянина, министра культуры России и председателя Российского военно-исторического общества Владимира Мединского, генерального директора корпорации «Ростех» Сергея Чемезова, а также дочери конструктора Елены Калашниковой. Примечательно, что это праздник, совпадающий с днём Архангела Михаила, был учреждён Путиным по инициативе Калашникова. В итоге, вместо Собянина присутствовал заместитель мэра Москвы Пётр Бирюков, пришёл и глава Удмуртии Александр Бречалов, а также скульптор Зураб Церетели, главный лужковский скульптор-монументалист, творческим наследником которого стал Щербаков.
В церемонии приняли участие военный оркестр и священники, один из которых освятил памятник, после чего некоторые присутствующие перекрестились. На церемонии звучали военные песни, а также распространялся информационный бюллетень, описывающий Калашникова как «одного из самых известных россиян в мире, а его изобретение, автомат Калашникова, изображено на национальных эмблемах Мозамбика, Зимбабве, Восточного Тимора, а также на государственном флаге Мозамбика». Мединский заявил, что Калашников — это «Кулибин XX века», а его автомат — «настоящий, можно сказать, культурный бренд России», однако впоследствии Щербаков отметил, что «министр оговорился», так как «русская водка — тоже бренд». Чемезов отметил, что «автомат остается символом надежности, поэтому им вооружены сотни армий», тогда как в тот же день, к празднику, в Рособоронэкспорте сообщили о подписании семи контрактов на поставку более 100 тысяч автоматов Калашникова за рубеж. Монумент открыла лично Елена Калашникова, после чего к памятнику под гимн России были возложены цветы. Мединский также отметил, что «теперь, благодаря памятнику Калашникову, это место будет легко найти на карте», а «сквер, я надеюсь, станет любим москвичами». Вместе с тем, для открытия памятника были изменены несколько автобусных маршрутов, а перед началом церемонии шестеро полицейских без объявления причин дважды задержали некоего активиста Андрея Киселёва с плакатом «Конструктор оружия = смерти конструктор», но вскоре отпустили без предъявления обвинений. В тот же день Путин провёл заседание Военно-промышленной комиссии в концерне воздушно-космической обороны «Алмаз-Антей», где поздравил собравшихся с днём оружейника и с тем, что «сегодня мы в Москве открыли ещё и памятник Калашникову».

## Описание
Памятник представляет собой фигуру Михаила Калашникова с автоматом в руках, который он держит, по замечанию журналистов, «как мать младенца». Как рассказывал автор монумента Салават Щербаков, «многие хотели, чтобы Калашников был без оружия, но мы сделали так, что автор смотрит на свой автомат, как на произведение искусства, например, как на скрипку Страдивари». Статуя высотой в 5 метров стоит на 2-х метровом постаменте, так как по Щербакову, Калашников — это «главная фигура здесь» и «человек большой скромности», он «был близок к народу и сам был плоть от плоти народа». При этом скульптор также отмечал, что «фигура сначала мыслилась без автомата, но тогда получается, что стоит человек, как писатель, и люди не будут понимать, кто это». Калашников изображён не в мундире генерал-лейтенанта, а в простой обычной куртке, типа «бомбер», расстёгнутой, как и верхние пуговицы рубашки, в связи с чем по мнению журналистов изобретатель больше походит на «афганца», или «шестидесятника», с выглаженными стрелками на брюках. В частности, Андрей Колесников так описал монумент:
…Создатель автомата Калашникова, стоящий с одноимённым автоматом на Садовом кольце и словно растерянно озирающийся вокруг и пытающийся понять, куда же он попал… Как будто партизан, провоевавший в подмосковных лесах все эти годы после Отечественной и вышедший наконец из леса и вот озирающийся теперь, да нет же — застывший в недоумении и в бронзе: да что же вы со мной сделали, я же не такой, я живой, живее вас всех, что сделали меня и поставили тут, в этому чаду и грохоте… Что же вы со мной…
На заднем плане — скульптурная композиция с фигурой Архангела Михаила, поражающего копьём дракона как олицетворение «неких сил зла» и загоняющего его в преисподнюю на фоне силуэта земного шара. При этом крылатый Архангел Михаил сидит на крылатом же коне, так и оставшись похожим на копьеносного Георгия Победоносца. В композиции также задействованы атрибуты конструкторского бюро — кульман, циркули, а также чертежи и множество моделей автомата. На памятнике выбита фраза Калашникова: «Я создавал орудие для защиты своего Отечества». Скульптор также отмечал, что силуэт земного шара на памятнике Калашникову говорит о том, что «его изобретение используется по всему миру», а копьё святого — это символ автомата Калашникова, «задуманного как оружие добра», так как «тема защиты Мира, победы добра над злом актуальна и сегодня, в свете борьбы с запрещенной в нашей стране террористической организацией ИГИЛ». Вместе же они, автомат первой модели, «совершенное оружие», и копье, по Щербакову — «символы сохранения Мира и победы добра над силами зла». Впоследствии, скульптор рассказал, что «оружие, которое делал Калашников предназначено для борьбы со злом», а «мы окружены войсками НАТО».

## Судьба

### Критика
Москвичи и россияне уважают Калашникова, и его память является ценной для всех. Но памятник надо было ставить на родине или там, где он творил свое оружие. Сейчас львиная доля бюджета тратится на вооружение. И это является продолжением линии, которая отрабатывается в таком воинственном духе. Такая фигура с автоматом была уместна на Поклонной горе, например, а не в этом мирном месте, которое было выбрано.
Так как считается, что от автомата Калашникова «погибло больше людей, чем от авиабомбардировок и ракетных обстрелов», некоторые москвичи выразили своё недоумение по поводу установки памятника изобретателю самого знаменитого орудия убийства в мире прямо в центре Москвы. Так, в отсутствие в московском законодательстве норм публичного обсуждения градостроительных соображений с жителями самого города, юрист Дмитрий Шабельников отметил, что «ставить памятник конструктору оружия в Оружейном переулке, который так называется с XVII века, — все равно что ставить памятник Анастасу Микояну на Мясницкой», а сам «монумент Щербакова совершенно однозначно читается как символ имперских комплексов и агрессии, советских и постсоветских, особенно вместе с „силуэтом земного шара“ и святым Георгием, поражающим „некие силы зла“». Вместе с тем, сам Щербаков отмечал, что в Оружейном сквере столетиями со средних веков делали оружие, ковали мечи и копья, а практически не изменившееся со сталинских времён Садовое кольцо как нельзя лучше подходит для нового памятника.
Уже после открытия памятника, вызвавшего бурную дискуссию в социальных сетях, галерист Марат Гельман отозвался о нём как об «архаичном» и «пошлом», музыкант Андрей Макаревич назвал «бездарным» и «уродливым», писатель Денис Драгунский — «ужасно некрасивым», а режиссёр Григорий Катаев отметил, что «такой „памятник“ мог стоять только в Ираке времен Саддама Хусейна». Щербаков в ответ на критику посоветовал тем, кто «просто гаркнул» и не занимается скульптурой — «не лезть» в скульптуру, отметив без должного уточнения, что «многим памятник нравится», а сомневаться в значении Калашникова и его оружия может «только тот, кому не нравится русская история, Россия», так как «если бы не было Курчатова, если бы не было Кошкина, который сделал танк Т-34, или если бы не было Калашникова, что бы было с нашей страной, сколько бы людей погибло?». После этого журналисты отметили, что «странно было бы поставить в центре столицы памятник, скажем, Курчатову, который нежно поглаживает атомную бомбу», или «памятник президенту Трумэну, который заходит на самолёте Enola Gay над Хиросимой», а также представить, чтобы «в центре Нью-Йорка появился монумент, на котором Роберт Оппенгеймер стоит, опершись на атомную бомбу», а может быть в Париже — «памятник доктору Гийотану, создавшему культурный бренд Франции». Вместе с тем коллега Щербакова, скульптор Георгий Франгулян, тоже раскритиковал памятник, который в его нынешнем месте расположения «выглядит как угроза», а архитектор Юрий Аввакумов отметил, что из-за таких памятников Москва превращается в «дурдом». Между тем, ранее Щербаков сообщал, что в Москве скоро появится ещё и «памятник танку Т-34».

### Ошибка скульптора
Это делают враги России. Когда памятник, нужный России, то тут же начинается вакханалия, и начинают чего-то искать. Это железно. Они все, эти черти, все тут всплыли. Всё это понятно. […] Мы говорим о негодяях. Главное, чтобы у вас была добрая душа и правильное направление. А негодяи, они прыгают и успокоиться не могут.
В СМИ в связи с появлением памятника поднялся старый спор о возможной схожести автомата Калашникова и немецкой штурмовой винтовки StG 44 конструкции Хуго Шмайссера, работавшего на военную промышленность Третьего рейха и после окончания войны вывезенного на работу в СССР. Спустя несколько дней после открытия монумента, военный историк Юрий Пашолок обнаружил, что на барельефе изображена взрыв-схема StG 44. Данный факт подтвердил и официальный интернет-представитель концерна «Калашников» Максим Попенкер. Пашолок также предположил, что «кто-то захотел дополнительную схему автомата и полез в интернет», взяв «первое что нашли». Ранее Щербаков уже ошибался с памятником «Прощание славянки» на Белорусском вокзале, на котором была обнаружена немецкая винтовка Mauser 98, а также с памятником Александру I у Красной площади, где среди пушек, мушкетов и сабель XIX века заметны пламегаситель и прицел автомата Калашникова.
Поначалу Щербаков говорил, что нужно «отделить происходящее от политической трескотни», так как «пока у нас данных об ошибке нет», засомневавшись в реальном существовании Пашолока, «этого специалиста из соцсетей». Меж тем, исполнительный директор РВИО Владислав Кононов сообщил, что поблагодарил Пашолока и указал на ошибку самому Щербакову, который «находится на месте и собирается эту плиту демонтировать, поскольку действительно он и его подмастерье что-то напутали», так как всё связанное с барельефом — «это полет творческой фантазии скульптора», однако «благодаря этой ошибке скульптора развеян окончательно распространенный миф о том, что Калашников заимствовал идеи своего стрелкового оружия у иностранных своих коллег, в частности — у Шмайссера» и «теперь, благодаря распространенной информации о допущенной ошибке, видно, что это совершенно разное оружие — автомат Калашникова и винтовка StG». Такую же позицию заняла и руководитель департамента по информационной политике РВИО Надежда Усманова, отметившая, что «мы не цензоры и не те, кто ограничивает творческих людей в их работе». После этого Щербаков отметил, что с удовольствием познакомится с Пашолоком, а также будет благодарен ему за правильный чертёж, однако «самая большая в этом негативная вещь — это поведение прессы и общественности. Просто какая-то вакханалия. А вопрос-то рабочий», так как «это очень маленькая фоновая вещь. Я даже удивляюсь, как её разглядели. Мы её брали из источников. И там где, мы её брали, написано „Автомат Калашникова“. Что-то из интернета». Ему вторил и Мединский, заявивший, что Щербакова или его помощников «интернет подвёл», при том что ранее самого министра обвиняли в некорректных заимствованиях материала для своей диссертации из интернета.
Впоследствии фрагмент барельефа по согласованию с префектурой Тверского района был спилен пилой-болгаркой рабочими из мастерской Щербакова, которые при этом не имели при себе никаких разрешений, вследствие чего были задержаны полицией, но вскоре отпущены после составления необходимых документов. Как сказала Надежда Усманова из РВИО, «ошибку в чертеже уже устранили. Финальные работы с нанесением корректного изображения будут закончены к понедельнику». В то же время Щербаков отметил «отвратительное» поведение представителей общественности и прессы, которые «как будто живут в помойке», так как этот «обычный рабочий вопрос» нужно решать «не за криками лайкающих балбесов», высказав при этом своё желание «начать кампанию и пойти в Госдуму — пресса издевается над страной». Между тем, вскоре интернет-пользователи обнаружили на барельефе якобы масонские символы — циркуль и треугольник, а также грамматическую «ошибку» в надписи на постаменте. К 26 сентября схему немецкого автомата спилили с барельефа, поверхность которого была отполирована, однако новой гравировки на ней не появилось, так как по мнению Щербакова, «никакой надобности что-то менять нет». Позднее он объяснил активную критику своих работ, в частности памятника Калашникову, тем, что «на земном шаре сейчас идет борьба за лидерство» и «Россию хотят поставить на колени», тогда как в РВИО отметили, что «после такого случая, будем контролировать всё» касательно работы скульпторов.